# ISCSI

iSCSI(Internet Small Computer System Interface)는 컴퓨팅 환경에서 데이터 스토리지 시설을 이어주는 IP 기반의 스토리지 네트워킹 표준이다. iSCSI는 IP 망을 통해 SCSI 명령을 전달함으로써 인트라넷을 거쳐 데이터 전송을 쉽게 하고 먼 거리에 걸쳐 스토리지를 관리하는 데 쓰인다. iSCSI는 근거리 통신망과 원거리 통신망, 아니면 인터넷을 통해 데이터를 전송하는 데 쓰이며 위치에 영향을 받지 않는 데이터 보관과 복구를 사용할 수 있게 한다.
특수 목적의 케이블링을 요구하는 전통적인 파이버 채널과 달리 iSCSI는 기존의 네트워크 인프라를 사용하여 먼 거리에 걸쳐 운영할 수 있다.

## 운영 체제 지원
| 운영 체제  | 첫 공개일   | 버전                                                | 기능                               |
| ---------- | ----------- | --------------------------------------------------- | ---------------------------------- |
| i5/OS      | 2006년 10월 | i5/OS V5R4M0                                        | Target, Multipath                  |
| VMware ESX | 2006년 6월  | ESX 3.5.0                                           | Initiator, Multipath               |
| AIX        | 2002년 10월 | AIX 5.3 TL10 , AIX 6.1 TL3                          | Target, Initiator                  |
| 윈도우     | 2003년 6월  | 2000, XP 프로, 2003, 비스타, 2008, 2008 R2, 7,8,8.1 | Initiator, Target†, Multipath      |
| 넷웨어     | 2003년 8월  | NetWare 5.1, 6.5, & OES                             | Initiator, Target                  |
| HP-UX      | 2003년 10월 | HP 11i v1, HP 11i v2, HP 11i v3                     | Initiator                          |
| 솔라리스   | 2005년 2월  | 솔라리스 10, 오픈솔라리스                           | Initiator, Target, Multipath, iSER |
| 리눅스     | 2005년 6월  | 2.6.12                                              | Initiator, Target, Multipath, iSER |
| NetBSD     | 2006년 2월  | 4.0, 5.0                                            | Initiator (5.0), Target (4.0)      |
| 프리BSD    | 2008년 2월  | 7.0                                                 | Initiator, Target from NetBSD      |
| 오픈VMS    | 2008년 2월  | 8.3-1H1                                             | Initiator, Multipath               |

†Target은 윈도 통합 데이터 스토리지 서버 (WUDSS)의 일부로만 사용할 수 있다.

## 같이 보기
- 하이퍼SCSI

### RFC
- RFC 3720
- RFC 3721
- RFC 3722
- RFC 3723
- RFC 3347
- RFC 3783
- RFC 3980
- RFC 4018
- RFC 4173
- RFC 4544
- RFC 4850
- RFC 4939
- RFC 5048
- RFC 5047
- RFC 5046